# Zdzisław Adamczyk (historyk literatury)
Zdzisław Jerzy Adamczyk (ur. 5 stycznia 1936 w Suchedniowie, zm. 15 sierpnia 2024) – polski historyk literatury, profesor nauk humanistycznych.

## Życiorys
W 1953 ukończył Liceum Ogólnokształcące im. A. Witkowskiego w Skarżysku-Kamiennej. W latach 1953–1957 odbył studia z zakresu polonistyki na Uniwersytecie Warszawskim. Na macierzystej uczelni doktoryzował się w 1971. Stopień doktora habilitowanego uzyskał w 1985 w Instytucie Badań Literackich PAN. Postanowieniem Prezydenta RP z 15 stycznia 1996 roku otrzymał tytuł naukowy profesora nauk humanistycznych.
W drugiej połowie lat 50. pracował w Wydawnictwie Ministerstwa Obrony Narodowej na stanowisku redaktora, a od 1959 do 1961 był bibliotekarzem w Miejskiej Bibliotece Publicznej w Radomiu. W latach 1961–1971 był bibliotekarzem i wykładowcą w Studium Nauczycielskim w tym mieście. W 1971 roku podjął pracę w Wyższej Szkole Nauczycielskiej w Kielcach, przekształconej następnie w Wyższą Szkołę Pedagogiczną i Akademię Świętokrzyską. Z kielecką uczelnią związany był – początkowo jako asystent, a później adiunkt, docent i profesor – do 2006 roku. Przez wiele lat pełnił funkcję dyrektora Instytutu Filologii Polskiej oraz dwukrotnie był dziekanem Wydziału Humanistycznego (1974–1978 i 1982–1984). W 2006 został zatrudniony na stanowisku profesora w Akademii Humanistycznej im. Aleksandra Gieysztora w Pułtusku.
Specjalizował się w historii literatury i edytorstwie. Jego zainteresowania badawcze obejmowały literaturę Młodej Polski, w szczególności życie i twórczość Stefana Żeromskiego. Opracował m.in. jego korespondencję, która została wydana w sześciu tomach w latach 2001–2010, oraz pisma zebrane. Publikował m.in. w „Pamiętniku Literackim”, „Przeglądzie Humanistycznym”, „Kieleckich Studiach Filologicznych”, „Polonistyce” i „Tygodniku Kulturalnym”. Za działalność naukową i dydaktyczną odznaczony został Krzyżem Oficerskim Orderu Odrodzenia Polski.
Zmarł w nocy z 14 na 15 sierpnia 2024 roku.

## Wybrane publikacje
- „Przedwiośnie” Stefana Żeromskiego w świetle dyskusji i polemik z 1925 roku, wyd 2. poszerz., Warszawa 1989
- „Przedwiośnie”. Prawda i legenda, Poznań 2001
- Stefan Żeromski, Listy 1893-1896, opracował Zdzisław Jerzy Adamczyk, Warszawa 2001
- Stefan Żeromski, Listy 1897-1904, opracował Zdzisław Jerzy Adamczyk, Warszawa 2003
- Stefan Żeromski, Listy 1905-1912, opracował Zdzisław Jerzy Adamczyk, Warszawa 2006
- Stefan Żeromski, Listy 1913-1918, opracował Zdzisław Jerzy Adamczyk, Warszawa 2008
- Stefan Żeromski, Listy 1919-1925, opracował Zdzisław Jerzy Adamczyk, Warszawa 2010